# Stigmella aiderensis
Stigmella aiderensis là một loài bướm đêm thuộc họ Nepticulidae. Nó được tìm thấy ở Turkmenistan.
Ấu trùng ăn Salix species.